# BookFinder.com
BookFinder.com  è un sito web gratuito con supporto multilingue, dedicato all'acquisto di libri di online. Il sito web fornisce funzionalità di ricerca avanzata per aiutare i lettori a reperire i libri online. BookFinder è una sussidiaria indipendente di AbeBooks, avente sede a Victoria, in Canada.

## Storia
Il sito fu fondato nel 1997 da Anirvan Chatterjee, ex studente dell'UCLA, e all'epoca fu uno dei primi motori di ricerca verticali per l'acquisto online di prodotti editoriali. Nel '98 il nome originale di MX BookFinder fu modificato in quello di BookFinder.com, che a partire dall'anno successivo fu gestito da una società indipendente con sede a Berkeley, in California.
Nel 2005 fu acquisito da AbeBooks, che il 1º agosto 2008 fu a sua volta rilevato da Amazon.com.
Nel 2006 BookFinder.com ha iniziato a operare in Europa con il marchio JustBooks che ha progressivamente aperto portali JustBooks/BookFinder.com per Francia, Germania, Paesi Bassi e Regno Unito.

## Descrizione
BookFinder permette di ricercare libri nuovi e usati, di testo, rari, da collezione, fuori stampa, effettuando una ricerca per parole chiave e di tipo semantico all'interno di domini che includono Amazon, AbeBooks, Books Depository, Biblio. Gli utenti possono consultare gli inventari di oltre 100.000 distributori di tutto il mondo, che offrono un catalogo di complessivi 150 milioni di titoli.
 
Una volta lanciata la ricerca, ottengono un link alla pagina web del venditore rispetto al quale BookFinder non applica alcun ricarico o commissione in caso di acquisto. Al 2020, le lingue supportate sono: olandese, inglese, francese, tedesco, italiano e spagnolo.